# Теодор Сигрица
Теодо̀р Сѝгрица, починал 924 г., е български военен командир и аристократ, кавхан на цар Симеон I Велики (893 – 927).
През 895 г. оглавява делегация в Константинопол за размяна на затворници и пленници между България и Византия. През 913 г. след тежки и дълго проточили се преговори, Теодор работи за предоговаряне на мира, което включва коронясването на Симеон като цар на България. Участва също и в успешните кампании срещу сърбите през 917 г., но през 924 г. той и Мармаис, водейки малка армия, са нападнати от сърбите и убити. Тяхната смърт предизвиква унищожаването на сръбската държава и присъединяването ѝ към България през същата година.

## Други
Името на Теодор Сигрица носи морският нос „Сигрица“ на остров Ливингстън, Южни Шетлъндски острови, Антарктика.